# Verena Diener

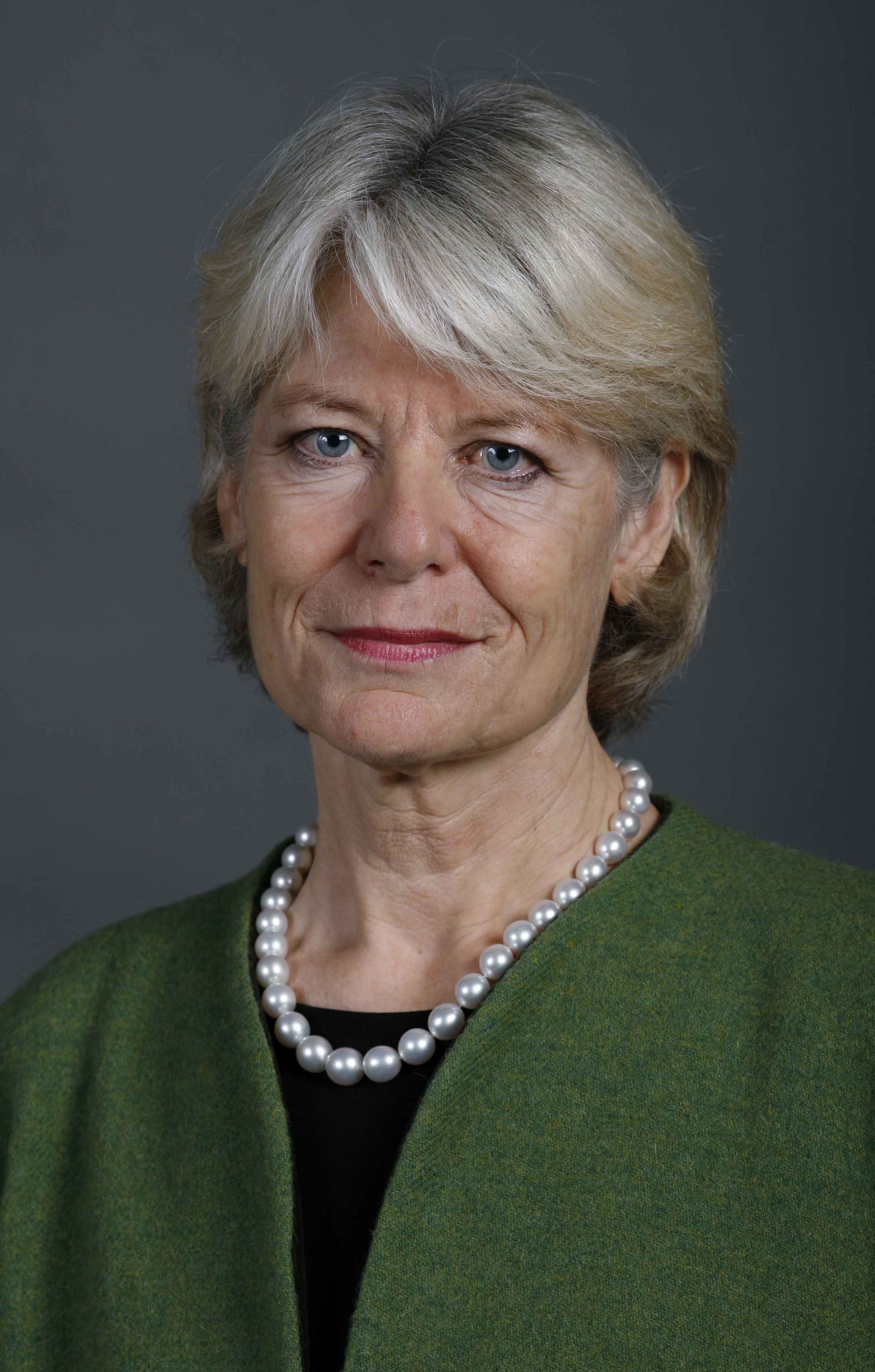
Verena Diener (2007)

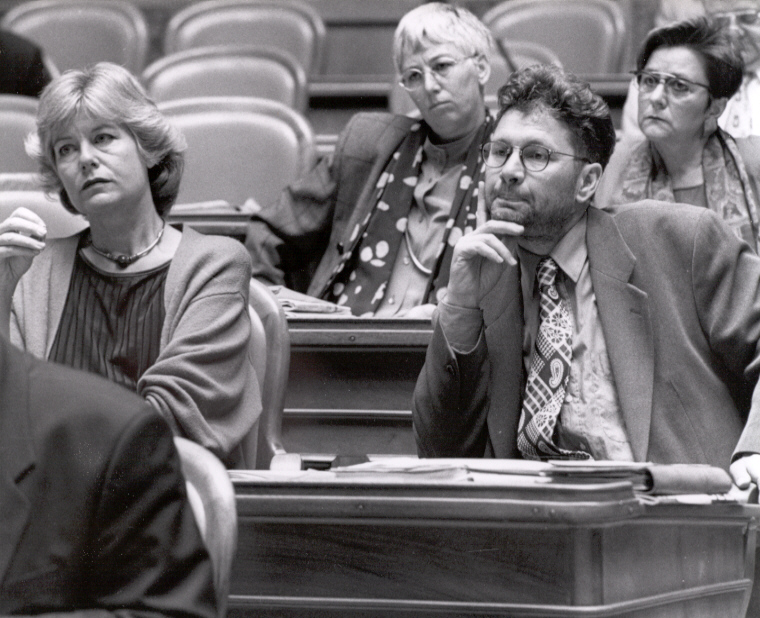
Verena Diener 1995 im Nationalrat (Erste von links)

Verena Elisabeth Diener Lenz (* 27. März 1949 in Zürich; † 28. Juni 2024; heimatberechtigt in Maur) war eine Schweizer Politikerin (GLP, zuvor Grüne Partei).

## Biografie
Verena Diener wuchs in Flaach auf. Sie war ausgebildete Primarlehrerin und Legasthenietherapeutin und war als Dozentin für Ökologie tätig.
Diener war Mitglied der Grünen Partei der Schweiz, der sie von 1992 bis 1995 als Präsidentin vorstand. Von 1987 bis 1998 war sie Nationalrätin und von 1995 bis 2007 Regierungsrätin des Kantons Zürich, wo sie der Gesundheitsdirektion vorstand.
2004 trat Diener wegen politischer Meinungsverschiedenheiten aus der Grünen Partei aus und gründete zusammen mit dem Zürcher Nationalrat Martin Bäumle die Grünliberale Partei (GLP) des Kantons Zürich. Für die neue Partei kandidierte sie bei den Schweizer Parlamentswahlen 2007 sowohl für den Nationalrat als auch für den Ständerat. Sie erreichte – obwohl sie den letzten Platz auf der Parteiliste einnahm – den erneuten Einzug in den Nationalrat nach zehn Jahren Absenz, schaffte es aber im ersten Wahlgang für den Ständerat nur auf den vierten Rang.
Für den zweiten Wahlgang, bei dem das zweite Mandat noch zu vergeben war, fanden zuerst Gespräche zwischen GLP und SP statt, um einen gemeinsamen Kandidaten der Mitte-links-Parteien gegen den SVP-Präsidenten Ueli Maurer aufzustellen. Diese Gespräche endeten jedoch ohne Erfolg. Zuerst hielt Chantal Galladé (SP), die im ersten Wahlgang mehr Stimmen als Diener erzielt hatte, an einer weiteren Kandidatur fest. Nachdem auch Diener bekanntgab, dass sie im zweiten Wahlgang antreten werde, zog Galladé ihre Kandidatur zurück. Schliesslich erzielte am 25. November 2007 Diener 199'594 Stimmen und damit fast 30'000 mehr als ihr Konkurrent Maurer. Im Jahr 2011 wurde sie als Ständerätin bestätigt.
Nach acht Jahren im Ständerat trat die 65-jährige Diener 2015 nicht mehr zu den Wahlen an und zog sich nach 40 Jahren aus der aktiven Politik zurück. 2022 setzte sie sich gegen die automatische Organspende ein und war Mitglied des Referendumskomitees.
Von 2007 bis 2022 war sie Verwaltungsratspräsidentin der Solothurner Spitäler. Sie war Verwaltungsrätin der CSD Holding AG, Vizepräsidentin des Vorstandes der Lungenliga sowie Mitglied der Moriz und Elsa von Kuffner-Stiftung.
2017 bis Ende 2023 engagierte sich Diener als Präsidentin erfolgreich für die Erhaltung des Fonds Landschaft Schweiz, in welchen sie der Bundesrat gewählt hatte.
Diener war in erster Ehe mit Kaspar Diener verheiratet und Mutter zweier Töchter und zweier Pflegesöhne. Die zweite Lebenshälfte teilte sie mit ihrem zweiten Mann, Max Lenz, der 2013 an Krebs starb. 2003 erkrankte Diener das erste Mal an Brustkrebs, den sie 2004 zunächst besiegte. Zuletzt lebte sie in Winterthur. Sie starb am 28. Juni 2024 im Alter von 75 Jahren.